# آسیب (فیلم ۱۹۹۲)
آسیب (به انگلیسی: Damage) فیلمی در ژانر درام، رومانتیک به کارگردانی و تهیه کنندگی لویی مال و به نوسیندگی دیوید هر، محصول مشترک کشور انگلستان و فراسه است؛ که در ۲۵ دسامبر ۱۹۹۲ توسط نیو لاین سینما منتشر گردید. از ستارگانی که در این فیلم به ایفای نقش پرداختند، می‌توان به جرمی آیرونز، ژولیت بینوش، روپرت گراوس، میراندا ریچاردسون، لزلی کارون اشاره کرد. این فیلم اقتباسی از رمان آسیب از جوزفین هارت است.
این فیلم در مجموع ۱۱ بار کاندید دریافت جایزه از فستیوال‌های معتبر فیلم شد و ۶ بار موفق به دریافت آن گردید. در سال ۱۹۹۳ میراندا ریچاردسون نامزد بهترین بازیگر زن نقش مکمل از اسکار گردید؛ و در نهایت در همان سال در جوایز بفتا موفق به کسب آن شد.

## داستان فیلم
دکتر «استفان فلمینگ» وزیر محیط زیست و عضوی از کابینه دولت بریتانیا به همراه همسرش «اینگرید لوید» و «مارتین» پسرش و «سالی» دخترش در لندن زندگی خوش و باشکوهی دارند. اینگرید به استفان، از رابطهٔ جدید مارتین خبر می‌دهد. در مهمانی سفارت فرانسه، استفان با «آنا بارتون» که فرزند یک دیپلمات انگلیسی با مادری فرانسوی است؛ آشنا می‌شود. آنا با معرفی خود و اینکه چند ماهی از آشنایی او با مارتین می‌گذرد؛ در نگاه اول عاشق استفان می‌شود و با برقراری تماس با دفتر استفان و گذاشتن قرار، درخانه اش با او همبستر می‌شود.
مارتین که جدیداً به عنوان قائم مقام در یک نشریه سیاسی مشغول به کار شده‌است؛ جشن کوچکی برگزار می‌کند و سپس آنا را به خانه می‌رساند. استفان که آنها را دنبال کرده‌است؛ پس از رفتن مارتین، با آنا به عشق بازی می‌پردازد؛ و آنا او را مطمئن می‌سازد که برای همیشه با استفان می‌ماند.
آنا از ۱۵ سالگی خود برای استفان تعریف می‌کند؛ و اینکه «آستون» برادر ۱۶ ساله اش چگونه عاشقانه او را دوست داشته‌است؛ ولی هنگامی که آستون، آنا را هنگام رابطه با «پیتر واتزلر» پسر همسایه شان، می‌بیند، حسادت کرده و بخاطر وابستگی زیاد، با آنا دعوا می‌کند. آنا برای خواب آستون را در اتاق نمی‌پذیرد و به معذرت خواهی و التماس‌های آستون بی محلی می‌کند. آستون با زدن رگ، خودکشی می‌کند. آنا که تنها و هیچ‌کس را بجز پیتر نمی‌شناسد؛ به خانه او رفته و از پیتر می‌خواهد که با او سکس کند.
استفان که قرار است برای کنفرانس به «بروسلس» برود؛ از آنا درخواست همراهی می‌کند. آنا به او می‌گوید، که برای او حاضر است هر کاری انجام دهد؛ ولی برای آخر هفته با مارتین در فرانسه، قرار گذاشته‌است. کنفرانس به نتیجه نمی‌رسد؛ و استفان که به شدت دلتنگ آنا است، از فرصت استفاده کرده به فرانسه می‌رود و با گذاشتن قرار با آنا در کلیسا به معاشقه می‌پردازد.
استفان با آنا در پارک قرار می‌گذارد؛ و می‌گوید که قصد دارد اینگرید را طلاق دهد. آنا که خود را متعلق به استفان می‌داد؛ او را منصرف می‌کند و می‌گوید، پسرت عاشق من است و اگر برای رسیدن به من اینکار را انجام بدهی برای همیشه از تو متنفر می‌شود و این اصلاً عاقلانه نیست و چیز جدیدی که نداشته باشی، عایدت نمی‌شود. آنها با هم قراری مجدد می‌گذارند؛ ولی در روز قرار، استفان با پیتر که سر زده به دیدن آنا آمده‌است، رو به رو می‌شود.
در روز تولد اینگرید و در محله «هارتلی» که خانه پدری اینگرید است، مارتین تصمیم خود را برای ازدواج با آنا علنی می‌کند. نیمه شب استفان به دیدن آنا که خوابش نبرده‌است، می‌رود و با او به عشق بازی می‌پردازد.
با نزدیک شدن مراسم، استفان از آنا درخواست جدایی می‌کند و ادامه رابطه را به صلاح نمی‌داند. استفان که به شدت افسرده شده‌است؛ حتی پیشنهاد وزارت بهداشت هم او را خوشحال نمی‌کند. استفان بسته‌ای حاوی آدرس و یک دسته کلید، از طرف آنا دریافت می‌کند و با رفتن به آپارتمان متوجه می شودکه آنا با کرایه آپارتمان، برای آخرین بار و برای روز جمعه با او قرار گذاشته‌است. آنا با گرفتن گل، نوشیدنی و صبحانه به آپارتمان می‌رود و استفان که از دیدن او به شدت خوشحال است؛ برداشتن کلید از روی در را فراموش می‌کند؛ و با او همبستر شده و به عشق بازی می‌پردازند. از طرفی صاحب آپارتمان کرایه ای به خانه آنا زنگ می‌زند؛ تا او را از نحوه کار با کتری برقی آشنا سازد. مارتین که تصادفی آنجا است و از خانه اجاره ای مطلع نیست؛ تعجب کرده و با گرفتن آدرس به آپارتمان اجاره ای می‌رود؛ و پدرش و آنا را در هنگام سکس می‌بیند. او که شدیداً جا خورده‌است؛ با عقب رفتن، از حفاظ طبقه به پایین پرت شده و می‌میرد.
استفان از وزارت استعفا می‌دهد؛ و خانه را ترک می‌کند. او متوجه می‌شود که آنا که هیچ‌کس را به جز پیتر نمی‌شناسد؛ مجدداً پیش او برگشته و فرزندی دارند.
«آنا با هیچ زن دیگری متفاوت نیست».